# Джеймс Хадли Чейс
Джеймс Хадли Чейс (на английски: James Hadley Chase) е литературен псевдоним на английския писател Рене Брабейзън Реймънд (на английски: Rene Brabazon Raymond).

## Биография и творчество
Първият му роман „Няма орхидеи за мис Бландиш“ е издаден през 1939 г. Автор е на около 80 класически криминални романа.

## Произведения

### Като Джеймс Хадли Чейс

#### Самостоятелни романи
- The Dead Stay Dumb (1939) – издаден и като „Kiss My Fist!“
Мъртвите мълчат, изд. „Стоянов“ (1995), прев. Аделина Кошова
- He Won't Need It Now (1939) – като Джеймс Дочери
Вече е все едно..., изд. „Зебра 2001“ (1993), прев. Антонио Маринов
- Get a Load of This (1941) – сборник от 4 истории
Вечер по живот, изд. „Гуторанов и син“ (1994), прев. Мария Парушева
Генералът умира в леглото, изд. „Гуторанов и син“ (1994), прев. Андрей Жишев
- Miss Callaghan Comes to Grief (1941)
Мис Калаган се натъжава, изд. „Албор“ (1995), прев. Станислава Миланова
- Miss Shumway Waves a Wand (1944)
Мис Шамуей размахва вълшебна пръчка, изд. „Ананда“ (1993, 1995), прев. Александра Любенова
- Eve (1945)
Ева, изд. „Зебра 2001“ (1994), прев. Красимир Цветков
- I'll Get You for This (1946)
Ще ми платиш за това, изд. „Лотос“ (1995), прев. Георги Горов
Ще ми платиш за това, изд. „Ананда“ (1999), прев. Георги Милев
Ще ми платиш за това, изд.: ИК „Труд“, София (2006), прев. Георги Горов
- More Deadly Than the Male (1946) – като Амброуз Грант
По-смъртоносна от мъж, изд. „Ананда“ (1993, 1995), прев. Ирена Чуканова
Реквием за един глупак, изд.: ИК „Труд“, София (2003), прев. Илия Азанов
- The Flesh of the Orchid (1948)
Плътта на орхидеята, изд. „Астра“ (1992), прев. Златан Николов
- You Never Know with Women (1949)
Внимавай с жените..., изд.: „Гарант 21“, София (1993), прев. Веселин Лаптев
Убийства насън, изд.: ИК „Труд“, София (2003), прев. Веселин Лаптев
- Strictly for Cash (1951)
Само в брой, изд. „Гуторанов и син“ (1993), прев. Мария Парушева
- The Fast Buck (1952)
Удар за милиони, изд. „Репортер“ (1992), прев. Стефан Бояджиев
Удар за милиони, изд.: ИК „Труд“, София (2003), прев. Стефан Бояджиев
- I'll Bury My Dead (1953)
Ще заровя мъртвеца си сам, изд. „Гуторанов и син“ (1992), прев. Ангел Русинов
- This Way for a Shroud (1953)
Свидетели няма да има, изд.: „Народна младеж“, София (1964, 1984, 1988), прев. Жечка Георгиева
Свидетели няма да има..., изд.: „Гарант 21“, София (1994), прев. Жечка Георгиева
Свидетели няма да има, изд.: ИК „Труд“, София (2003), прев. Жечка Георгиева
- Safer Dead (1954) – издаден и като „Dead Ringer“
Безопасен значи мъртъв, изд. „Гуторанов и син“ (1993), прев. Светослав Славов
- Tiger By the Tail (1954)
Не дразни лъва!, изд. „Гуторанов и син“ (1992, 1995), прев. Ирина Казакова-Петрова
Обеца на ухото, изд.: ИК „Труд“, София (2004), прев. Илия Азанов
- You've Got It Coming (1955)
Няма да ти се размине, изд.: „Бонкомерс“, Берковица (1993), прев. Антонио Маринов
Няма да ти се размине, изд. „L + Z 95“ (1995), прев. Антонио Маринов
Няма да ти се размине, изд.: ИК „Труд“, София (2002, 2011), прев. Антонио Маринов
- The Guilty Are Afraid (1957)
Виновните се страхуват, изд. „Атика“ (1992), прев. Минчо Чучев
Да уплашиш виновния, изд. „Делакорт“ (1995), прев. Минчо Чучев
- Not Safe to Be Free (1958) – издаден и като „The Case of the Strangled Starlet“
Убийства от пръв поглед, изд. „Сибия“ (1992), прев. Румяна Македонска
- The World in My Pocket (1959)
Светът в моя джоб, изд. „Астра“ (1992, 1995), прев. Иван Петков 
Светът е в моя джоб, изд. „Ирис“ (1998), прев. Иван Димитров
- Come Easy, Go Easy (1960)
Лесни пари, изд. „Дамян Яков“ (1995), прев. Валя Савова
Лесни пари, изд.: ИК „Труд“, София (2003), прев. Валя Савова
- What's Better Than Money? (1960)
Има ли нещо по-хубаво от парите, изд. „Йовков“ (1993), прев. Тодор Стоянов
Има ли нещо по-хубаво от парите, изд.: ИК „Труд“, София (2005), прев. Тодор Стоянов
- Just Another Sucker (1961)
Още един глупак, изд.: „Хр. Г. Данов“, Пловдив (1986, 2008), прев. Иванка Савова
Наивникът, изд. „Дизайн“ Варна (1993), прев. Едмонт Нерсезов
- A Lotus for Miss Quon (1961)
Лотос за мис Куон, изд. „Слънце“ (1994), прев. Мария Парушева
- A Coffin from Hong Kong (1962)
Ковчег от Хонконг, изд.: „Народна младеж“, София (1988), прев. Фани Зоева, Жечка Георгиева
Ковчег от Хонконг, изд. „Ананда“ (1994), прев. Фани Зоева
- I Would Rather Stay Poor (1962)
По-добре беден, изд. „Гуторанов и син“ (1993), прев. Мария Парушева
- One Bright Summer Morning (1963)
Една ясна лятна утрин, изд.: „Петриков“, София (1991, 1994), прев. Валентин Кръстев
Една ясна лятна утрин, изд.: ИК „Труд“, София (2004), прев. Илия Азанов
- Cade (1966)
Кейд, изд. „Дизайн“ Варна (1993), прев. Едмонт Нерсезов
- The Vulture Is a Patient Bird (1969)
Лешоядът е търпелива птица, изд. „Дизайн“ Варна (1992), прев. Иван Попов
Лешоядът е търпелива птица, изд. „Ринос“ (1997), прев. Иван Попов
- Like a Hole in the Head (1970)
Колкото дупка в главата, изд. „Гуторанов и син“ (1992), прев. Мария Парушева
- Want to Stay Alive? (1971)
Искаш ли да останеш жив ?, изд. „Зебра 2001“ (1995), прев. Антоанета Миндова
Искаш ли да останеш жив, изд.: ИК „Труд“, София (2005), прев. Антоанета Миндова
- Just a Matter of Time (1972)
Въпрос единствено на време, изд.: „Клуб'90“, София (1991), прев. Юлия Бучкова
Само въпрос на време, изд. „Ананда“ (1995), прев. Юлия Бучкова
- You're Dead Without Money (1972)
Без пари си мъртъв, изд. „Зебра 2001“ (1994), прев. Андрей Субашки
Без пари си мъртъв, изд.: ИК „Труд“, София (2003), прев. Андрей Субашки
- Have a Change of Scene (1973)
Смяна на сцената, изд. „Алекс принт“ (1992), прев. Теодора Игнатова
Смяна на сцената, изд. „Ирис“ (1999), прев. Теодора Игнатова
- Knock, Knock! Who's There? (1973)
Чук, чук! Кой е там?, изд. „Албор“ (1994), прев. Роза Григорова
- Three of Spades (1974)
- So What Happens to Me? (1974)
И какво ще стане с мен?, изд. „Албор“ (1994), прев. Станислава Миланова
- Goldfish Have No Hiding Place (1974)
Златните рибки няма къде да се скрият, изд. „Албор“ (1995), прев. Боян Попов
- So Soon To Die (1975)
- Believe This, You'll Believe Anything (1975)
Повярваш ли на това, ще повярваш на всичко, изд. „Ананда“ (1993, 1995), прев. Ралица Милева
Повярваш ли на това, ще повярваш на всичко, изд.: ИК „Труд“, София (2006, 2012), прев. Ралица Милева
- Do Me a Favour, Drop Dead (1976)
Направи ми услуга – умри, изд.: „Гарант 21“, София (1994), прев. Веселин Лаптев
Направи ми услуга – умри, изд.: ИК „Труд“, София (2002), прев. Веселин Лаптев
- Meet Mark Girland (1977)
- My Laugh Comes Last (1977)
Ще се смея последен, изд. „Албор“ (1993, 1995), прев. Борис Милев
- Consider Yourself Dead (1978)
Смятай се за мъртъв, изд. „Албор“ (1994), прев. Станислава Миланова
- You Must Be Kidding (1979)
Сигурно се шегуваш, изд. „Албор“ (1995), прев. Станислава Миланова
- A Can of Worms (1979)
Чаровна стръв, изд.: „Гарант 21“, София (1994), прев. Веселин Лаптев
Лош късмет, изд.: ИК „Труд“, София (2004), прев. Веселин Лаптев
- You Can Say That Again (1980)
Не питай!, изд. „Абагар Холдинг“ (1992), прев. Владимир Германов
Не питай!, изд. „Дамян Яков“ (1995, 2006), прев. Владимир Германов
- Try This One for Size (1980)
Опитвай докато стане, изд. „Абагар Холдинг“ (1992), прев. Снежана Василева-Йорданова
- Hand Me a Fig Leaf (1981)
Дай ми смокинов лист, изд. „Абагар Холдинг“ (1993), прев. Владимир Германов
- Have a Nice Night (1982)
Приятна вечер, изд. „Слънце“ (1995), прев. Мария Парушева
- We'll Share a Double Funeral (1982)
Дръж жена си изкъсо!, изд.: „Гарант 21“, София (1994), прев. Веселин Лаптев
Гроб за двама, изд.: ИК „Труд“, София (2003), прев. Веселин Лаптев
- Not My Thing (1983)
Не по моята част, изд. „Абагар Холдинг“ (1992), прев. Радка Спасова
- Hit Them Where It Hurts (1984)
Удряй, където боли, изд. „Абагар Холдинг“ (1992), прев. Владимир Германов
Удряй, където боли, изд. „Ирис“ (1997, 1999), прев. Владимир Германов
Удряй, където боли, изд. „Дамян Яков“ (2006), прев. Владимир Германов

#### Серия „Дейв Фенър“ (Dave Fenner)
1. No Orchids for Miss Blandish (1939) – издаден и като „The Villain And the Virgin“
Няма орхидеи за мис Бландиш, изд.: „Хр. Г. Данов“, Пловдив (1983, 1990, 2004), прев. Неделчо Петков
2. Twelve Chinks and a Woman (1940) – издаден и като „The Doll's Bad News“
Дванайсет жълти и една жена, изд. „Абагар Холдинг“ (1992), прев. Владимир Германов
Дванадесет куршума в кожата, изд. „Будилник“ (1993), прев. Светла Радулова
12 жълти и една жена, изд. „Дамян Яков“ (2005), прев. Владимир Германов

#### Серия „Вил Малой“ (Vic Malloy)
1. You're Lonely When You're Dead (1949)
Самотен си, когато си мъртъв, изд. „Албор“ (1993, 1996), прев. Станислава Миланова
2. Figure It Out for Yourself (1950) – издаден и като „The Marijuana Mob“
Разбери сам, изд. „В.C.В“ (1994), прев. Стоянка Сербезова-Леви
3. Lay Her Among the Lilies (1950) – издаден и като „Too Dangerous to Be Free“
Положи я сред лилиите, изд. „Албор“ (1993, 1995), прев. Станислава Миланова

#### Серия „Стив Хармас“ (Steve Harmas)
1. The Double Shuffle (1952)
Двойно разбъркване, изд. „Ананда“ (1992, 1996), прев. Георги Георгиев
Двойна клопка, изд.: ИК „Труд“, София (2002), прев. Георги Георгиев
2. There's Always a Price Tag (1956)
Всичко си има цена, изд. „Петриков“ (1993, 1994, 1998), прев. Димитър Божанов
3. Shock Treatment (1959)
Шокова терапия, изд. „L + Z 95“ (1995), прев. Антоанета Миндова
4. Tell It to the Birds (1963)
Не ми говори глупости, изд. „Албор“ (1993, 1995), прев. Борис Милев
5. An Ear to the Ground (1968)
Със ухо на земята, изд. „Петриков“ (1994, 1998), прев. Ивайла Радулова

#### Серия „Франк Терел“ (Frank Terrell)
1. The Soft Centre (1964)
Нежен център, изд. „Дамян Яков“ (1992, 1994, 2005), прев. Светла Митева, Милен Миров
2. The Way the Cookie Crumbles (1965)
Такъв е животът, изд. „Музика“ (1992), прев. Мария Мандаджиева
Това е положението, изд. „Делакорт“ (1995), прев. Мария Мандаджиева
3. Well Now, My Pretty (1967)
Е, хубавице моя..., изд. „Гуторанов и син“ (1993), прев. Асен Георгиев
Е, хубавице моя..., изд.: ИК „Труд“, София (2005), прев. Асен Илиев
4. Believed Violent (1968)
Склонен към насилие, изд. „Гуторанов и син“ (1993), прев. Мария Парушева
Формула ZCX, изд. „Гуторанов и син“ (1995), прев. Мария Парушева
5. There's a Hippie On the Highway (1970)
Хипи на шосето, изд. „Гуторанов и син“ (1993), прев. Евгения Стайкова
Хипи на шосето, изд. „Евгения Хаджииванова“ (1999), прев. Евгения Стайкова
Хипи на шосето, изд.: ИК „Труд“, София (2005), прев. Евгения Стайкова

#### Серия „Марк Гирланд“ (Mark Girland)
1. This Is for Real (1965)
2. You Have Yourself a Deal (1966)
Сделката е твоя, изд. „Абагар Холдинг“ (1992), прев. Евгени Александров
3. Have This One On Me (1967)
А питието – от мен!, изд.: „Гарант 21“, София (1993), прев. Веселин Лаптев
Питието ще е от мен, изд.: ИК „Труд“, София (2002), прев. Веселин Лаптев
4. The Whiff of Money (1969)
Мирис на пари, изд. „Гуторанов и син“ (1992), прев. Снежана Гуркова

#### Серия „Хелга Ролф“ (Helga Rolfe)
1. An Ace Up My Sleeve (1971)
Асо в ръкава, изд. „Атлантис“ (1992, 1993, 1995), прев. Веселин Лаптев
Асо в ръкава, изд. „Ирис“ (1997, 1999), прев. Веселин Лаптев
2. The Joker in the Pack (1975)
Джокер в тестето, изд. „Албор“ (1994), прев. Станислава Миланова
3. I Hold the Four Aces (1977)
Не я дразни, изд.: „Гарант 21“, София (1994), прев. Веселин Лаптев

### Като Реймънд Маршал

#### Самостоятелни романи
- Lady, Here's Your Wreath (1940)
Мир Вам, госпожо!, изд. „Гуторанов и син“ (1993), прев. Мария Парушева
Смъртоносно, изд. „Гуторанов и син“ (1995), прев. Мария Парушева
- Just the Way It Is (1944)
Парите не са всичко..., изд.: „Гарант 21“, София (1993), прев. Веселин Лаптев
Не всичко е пари, изд.: ИК „Труд“, София (2002), прев. Веселин Лаптев
- Blonde's Requiem (1946)
Реквиемът на блондинките, изд. „Албор“ (1996), прев. Албена Попова
- Make the Corpse Walk (1946)
Накарай трупа да върви, изд. „Петриков“ (1993), прев. Емилия Сушкова
Накарай трупа да върви, изд. „Ирис“ (1999), прев. Емилия Сушкова
- No Business of Mine (1947)
Не е моя работа, изд. „Стоянов“ (1995), прев. Кристина Чакърова
- Trusted Like the Fox (1948)
Да повярваш на лисица, изд. „Пионер-Ананда“ (1992), прев. Ралица Милева
Последна любов, изд. „Ананда“ (1995), прев. Ралица Милева
- The Paw in the Bottle (1949)
Лапа в бутилката, изд. „Гуторанов и син“ (1993), прев. Мария Парушева
Лапа в бутилката, изд. „Евгения Хаджииванова“ (1999), прев. Мария Парушева
- Mallory (1950)
Малъри, изд. „Гуторанов и син“ (1993), прев. Мария Парушева
- But a Short Time to Live (1951)
Смърт без отсрочка, изд. „Фама“ (1993), прев. Владимир Германов
Смърт без отсрочка, изд.: „Унискорп“, София (2005), прев. Петър Нушев
- In a Vain Shadow (1951)
Наемникът, изд. „Фама“ (1993, 1995), прев. Павлина Чохаджиева
Под прикритие, изд.: ИК „Труд“, София (2003), прев. Павлина Чохаджиева
- Why Pick On Me? (1951)
Защо избрахте мен, изд. „Стоянов“ (1995), прев. Екатерина Кадийска
- The Weary Transgressor (1952)
Смърт край Лаго Маджоре, изд. „Фама“ (1993), прев. Красимира Икономова
Пътят до Лаго Маджоре, изд.: ИК „Труд“, София (2002), прев. Красимира Икономова
- The Things Men Do (1953)
Така правят мъжете, изд. „Гуторанов и син“ (1995), прев. Мария Парушева
Така правят мъжете, изд.: ИК „Труд“, София (2006), прев. Илия Азанов
- Mission to Venice (1954)
Не се доверявай лесно..., изд.: „Гарант 21“, София (1993), прев. Веселин Лаптев
Убийства във Венеция, изд.: ИК „Труд“, София (2004), прев. Веселин Лаптев
- The Sucker Punch (1954)
Подхлъзването, изд. „Дизайн“ Варна (1992), прев. Любен Попов
Подхлъзването, изд.: ИК „Труд“, София (2002, 2008), прев. Любен Попов
- Mission to Sienna (1955)
Мисия в Сиена, изд. „Гъливер“ (1992), прев. Светла Радулова
Смъртоносна мисия, изд.: ИК „Труд“, София (2003), прев. Светла Радулова
- The Pickup (1955)
- Ruthless (1955)
- You Find Him, I'll Fix Him (1956)
Чакам те в Соренто, изд.: „Гарант 21“, София (1992, 1995), прев. Христо Кънев
Чакам те в Соренто, изд.: „Унискорп“, София (2005), прев. Христо Кънев
- Never Trust a Woman (1957)
- Hit and Run (1958)
Удряй и бягай, изд. „Гуторанов и син“ (1992), прев. Ирина Казакова